# یواس‌اس تاید (ای‌ام-۱۲۵)
یواس‌اس تاید (ای‌ام-۱۲۵) (به انگلیسی: USS Tide (AM-125)) یک کشتی بود که طول آن ۲۲۱ فوت ۳ اینچ (۶۷٫۴۴ متر) بود. این کشتی در سال ۱۹۴۲ ساخته شد.